# Sayed Ahmed Alawi
Sayed Ahmed Alawi, né le 30 décembre 1987, est un coureur cycliste bahreïnien.

## Biographie
En 2015, Sayed Ahmed Alawi devient champion du Bahreïn du contre-la-montre. Il intègre ensuite la nouvelle équipe continentale VIB Bikes en 2017.

## Palmarès et résultats

### Palmarès par année
- 2015
  - [[Fichier:|20px|class=noviewer|]] Champion du Bahreïn du contre-la-montre

### Classements mondiaux
| Année                                 | 2011  | 2012 | 2013 | 2014 | 2015 | 2016 | 2017  | 2018 | 2019 | 2020 | 2021 | 2022  | 2023  |
| ------------------------------------- | ----- | ---- | ---- | ---- | ---- | ---- | ----- | ---- | ---- | ---- | ---- | ----- | ----- |
| Classement mondial                    |       |      |      |      |      | nc   | 2183e | nc   | nc   | nc   | nc   | 1749e | 3056e |
| UCI Europe Tour                       | 1183e | nc   | nc   | nc   | nc   | nc   | nc    | nc   |      |      |      |       |       |
| UCI Asia Tour                         | 333e  | nc   | nc   | nc   | nc   | nc   | 386e  | nc   | nc   | nc   | nc   | 160e  | nc    |
|                                       |       |      |      |      |      |      |       |      |      |      |      |       |       |
| Légende : nc = non classéSource : UCI |       |      |      |      |      |      |       |      |      |      |      |       |       |